# Киммериджский ярус
| система                                                                     | отдел            | ярус          | Нижняя граница, млн лет |
| --------------------------------------------------------------------------- | ---------------- | ------------- | ----------------------- |
| Мел                                                                         | Нижний           | Берриасский   | 143,1 ±0,6              |
| Юра                                                                         | Верхняя (мальм)  | Титонский     | 149,2 ±0,7              |
| Юра                                                                         | Верхняя (мальм)  | Киммериджский | 154,8 ±0,8              |
| Юра                                                                         | Верхняя (мальм)  | Оксфордский   | 161,5 ±1,0              |
| Юра                                                                         | Средняя (доггер) | Келловейский  | 165,3 ±1,1              |
| Юра                                                                         | Средняя (доггер) | Батский       | 168,2 ±1,2              |
| Юра                                                                         | Средняя (доггер) | Байосский     | 170,9 ±0,8              |
| Юра                                                                         | Средняя (доггер) | Ааленский     | 174,7 ±0,8              |
| Юра                                                                         | Нижняя (лейас)   | Тоарский      | 184,2 ±0,3              |
| Юра                                                                         | Нижняя (лейас)   | Плинсбахский  | 192,9 ±0,3              |
| Юра                                                                         | Нижняя (лейас)   | Синемюрский   | 199,5 ±0,3              |
| Юра                                                                         | Нижняя (лейас)   | Геттангский   | 201,4 ±0,2              |
| Триас                                                                       | Верхний          | Рэтский       | больше                  |
| Деление и золотые гвозди в соответствии с IUGS по состоянию на декабрь 2024 |                  |               |                         |

Киммериджский ярус (киммеридж) (также кимеридж) — стратиграфический подраздел, средний ярус верхнего отдела юрской системы мезозойской эры. Охватывает время от 154,8 ±0,8 млн. лет назад до 149,2 ±0,7 млн. лет назад.
Отложения киммериджского яруса подстилаются породами оксфордского яруса юрского периода мезозоя, перекрываются отложениями титонского яруса юрского периода мезозоя.
Впервые выделен французским геологом Жюлем Тюрманном в 1832 году. Название получил от деревни Киммеридж в графстве Дорсет Великобритании.